# Algemene ouderdomsverzekering
De Algemene ouderdomsverzekering (AOV) is het collectieve ouderdomspensioen in Aruba, Curaçao, Sint Maarten en Caribisch Nederland. De AOV is een volksverzekering voor alle ingezetenen die wordt bekostigd door de inning van inkomensafhankelijke premies door de lands- of rijksbelastingdienst.

## Caribisch Nederland
Voor Caribisch Nederland wordt de AOV geregeld in de Wet algemene ouderdomsverzekering BES. De wet is van Nederlands-Antilliaanse oorsprong, dateert van 1960 en luidde oorspronkelijk Landsverordening Algemene Ouderdomsverzekering.
Voor de AOV is in principe iedereen verzekerd die in Caribisch Nederland woont en/of werkt en ouder is dan 15 jaar, maar jonger dan de AOV-gerechtigde leeftijd. De AOV-premie bedraagt in 2011 25% van het inkomen en maakt samen met de inkomstenbelasting en de premies voor de AWW en zorgverzekering deel uit van de gecombineerde heffing van 30,4%.
Sinds 1 januari 2012 is de hoogte van de AOV-uitkering afhankelijk van de woonplaats. De AOV bedraagt in 2013 in de openbare lichamen Bonaire, Sint Eustatius en Saba respectievelijk 567, 607 en 575 dollar per maand. Een AOV-gerechtigde die buiten Caribisch Nederland woont, ontvangt 567 dollar per maand. Voor ieder jaar dat een AOV-gerechtigde niet verzekerd was, wordt de uitkering met 2% gekort.
Het AOV-pensioen wordt uitgekeerd door de unit Sociale Zaken en Werkgelegenheid van de Rijksdienst Caribisch Nederland. 
Eind augustus 2011 ontvingen ongeveer 2900 personen een AOV-pensioen.

### Verhoging AOV-leeftijd
De AOV-leeftijd wordt stapsgewijs verhoogd van 60 naar 65 jaar.
| Geboortejaar:  | Met pensioen in: | AOV-leeftijd: |
| -------------- | ---------------- | ------------- |
| 1952 of eerder | 2012 of eerder   | 60 jaar       |
| 1953           | 2015             | 62 jaar       |
| 1954           | 2017             | 63 jaar       |
| 1955           | 2019             | 64 jaar       |
| 1956 of later  | 2021 of later    | 65 jaar       |

### Geschiedenis
De Invoeringswet openbare lichamen Bonaire, Sint Eustatius en Saba heeft voor wat betreft Caribisch Nederland onder meer de Landsverordening algemene ouderdomsverzekering per 1 oktober 2010 de status van wet gegeven: de Wet algemene ouderdomsverzekering BES. Per 1 januari 2011 heeft onder meer de Wet van 16 december 2010 tot derde aanpassing van wetten in verband met de nieuwe staatsrechtelijke positie van Bonaire, Sint Eustatius en Saba als openbaar lichaam binnen Nederland (Derde Aanpassingswet openbare lichamen Bonaire, Sint Eustatius en Saba) de wet aangepast, met onder meer (toegevoegd in de tweede Nota van Wijziging) een verhoging van de pensioenleeftijd van 60 naar 65 jaar, met overgangsregeling. Deze leeftijd van 65 jaar was destijds ook de AOW-leeftijd.